# Euljiro 3-ga (metropolitana di Seul)
Euljiro 3-ga (을지로3가역 - 乙支路3街譯, Euljiro 3-ga-yeok ) è una stazione della metropolitana di Seul e funge da punto di interscambio fra la linea 2 e la linea 3 della metropolitana di Seul. La stazione si trova nel quartiere di Jung-gu, nel centro di Seul.

## Linee
Seoul Metro
● Linea 2 (Codice: 203)
● Linea 3 (Codice: 330)

## Struttura
Entrambe le linee sono sotterranee, e si incrociano perpendicolarmente. La linea 3 si trova al terzo piano interrato, mentre la linea 2 al secondo. Sopra di esse è presente il mezzanino. Essendo la linea 2 una linea circolare, i binari vengono designati come "circolare interna" e "circolare esterna".
Linea 2
| Circ. interna | ● Linea 2 | per Wangsimni, Seongsu, Geondae-ipku e Jamsil    |
| Circ. esterna | ● Linea 2 | per Sicheong, Chungjeongno, Hapjeong e Wangsimni |

Linea 3
| Direzione centro/Daehwa | ● Linea 3 | per Gyeongbokgung, Gupabal e Daehwa                    |
| Direzione Ogeum         | ● Linea 3 | per Chungmuro, Autostazione Extraurbana, Suseo e Ogeum |

## Stazioni adiacenti
| «            | Servizio | »            |
| Linea 2      | Linea 2  | Linea 2      |
| ------------ | -------- | ------------ |
| Euljiro-ipgu | -        | Euljiro 4-ga |
| Linea 3      |          |              |
| Jongno 3-ga  | -        | Chungmuro    |